# Tonouchi Mishō
Tonouchi Mishō (japanisch 登内 微笑, auch Touchi transkribiert, eigentlicher Vorname Shōkichi (正吉); * 2. Februar 1891 in Tokio; † 2. März 1964) war ein japanischer Maler der Nihonga-Richtung in der Taishō- und Shōwa-Zeit.

## Leben und Werk
Tonouchi Mishō wurde als ältester Sohn von Tonouchi Hyakutarō (百太郎) geboren. Als 1896 seine Mutter starb, ging der Vater in die alte Heimat in der Präfektur Nagano zurück, so dass der Sohn dort die Jugend verbrachte. 1908 ging Tonouchi Mishō nach Tōkyō und studierte ab dem folgenden Jahr Malerei unter Terasaki Kōgyō. Als Maler wählte er zunächst Kōdō (広堂) als Künstlername.
Nachdem Tonouchi auf Ausstellungen der „Bijutsu kenkyū seikai“ (美術研究精会), Songakai (巽画会) und auch sonst Preise erhalten hatte, zog er 1918 nach Kyōto um, wo er auf Vermittlung von Machida Kyokukō (1879–1967) sich unter Kikuchi Keigetsu weiterbilden konnte. 1920 wurde auf der 2. Teiten-Ausstellung zum ersten Mal ein Werk von ihm angenommen, die Bilderserie „奈良の作“ (Nara no saku) mit den drei Bildern „末社の山“ (Matsusha no yama), „不退寺“ (Futai-ji) und „春日若宮“ (Kasuga-wakamiya). Danach war er auch auf den folgenden Ausstellungen erfolgreich. 
Ab 1922 besuchte Tonouchi die Städtische Kunsthochschule Kyōto (京都市立絵画専門学校), an der er 1925 seinen Abschluss machte. Sein auf der 6. Teiten-Ausstellung eingereichtes Bild „歓喜光“ (Kankikō) erhielt eine besondere Auszeichnung, ebenso das auf der 8. Teiten eingereichte Bild „多武之峯春雪“ (Tō no mine shunsetsu, Frühlingsschnee am Tō-no-mine). 1928 wurde er Berater für die Teiten. Auf der „Ausstellung japanische Malerei“ 1931 in Berlin war er mit dem Bild „Malvenstaude“ vertreten. Auf der Shinbunten konnte er Jury-frei ausstellen, nach dem Pazifikkrieg dann auch auf der Nitten.
Neben seiner künstlerischen Tätigkeit war Tonouchi von 1930 bis 1945 lehrend an der „Städtischen Fachschule für Kunst und Kunstgewerbe Kyōto“ (京都市立美術工芸学校, Kyōto shiritsu bijutsu kōgei gakkō) tätig. Von 1955 bis 1958 war er mit der Ausmalung von Schiebetüren (襖絵, Fusuma-e) innerhalb der kaiserlichen Palastanlage beschäftigt.

## Bilder

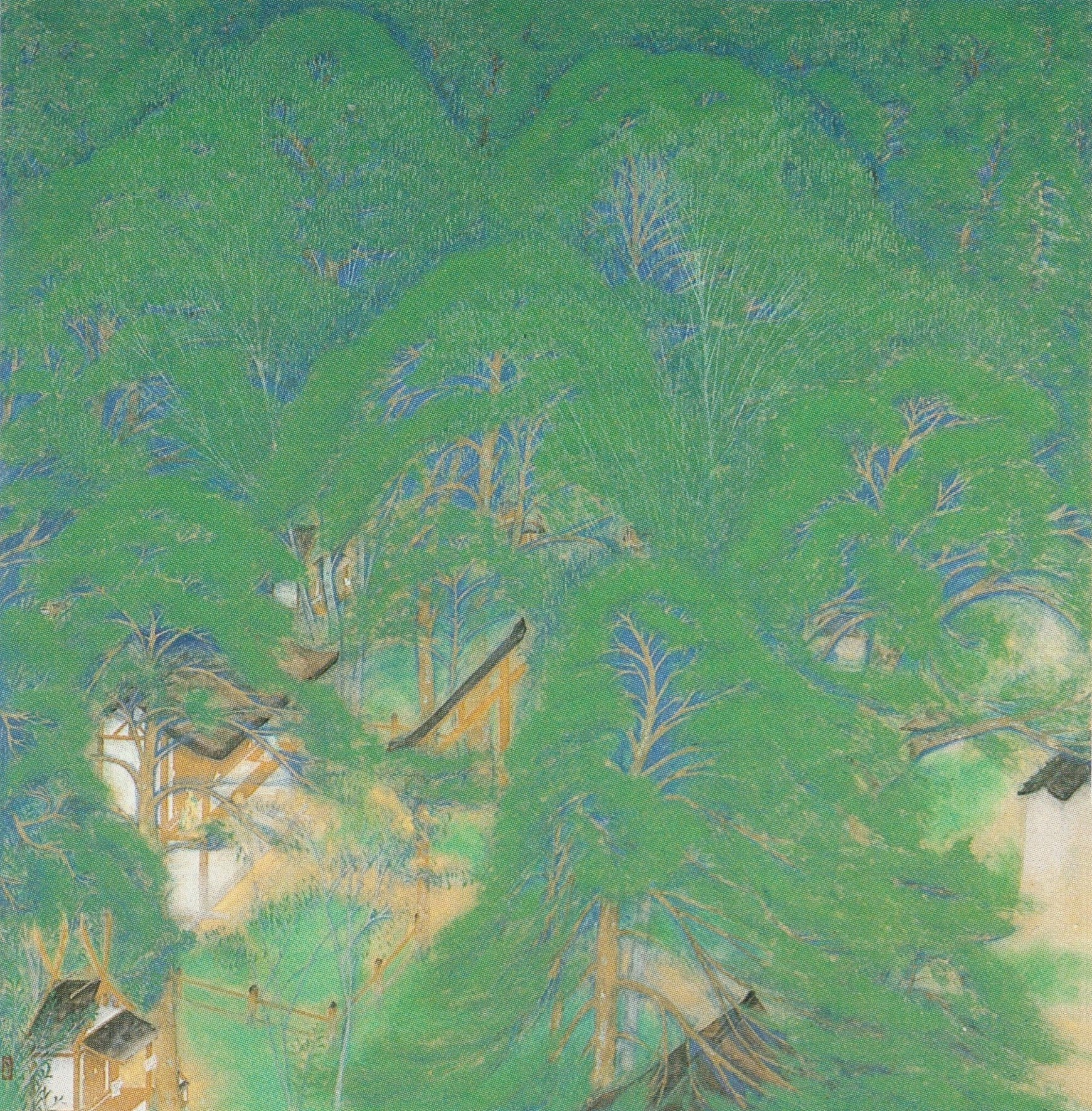
Nara, kleiner Schrein, 1920
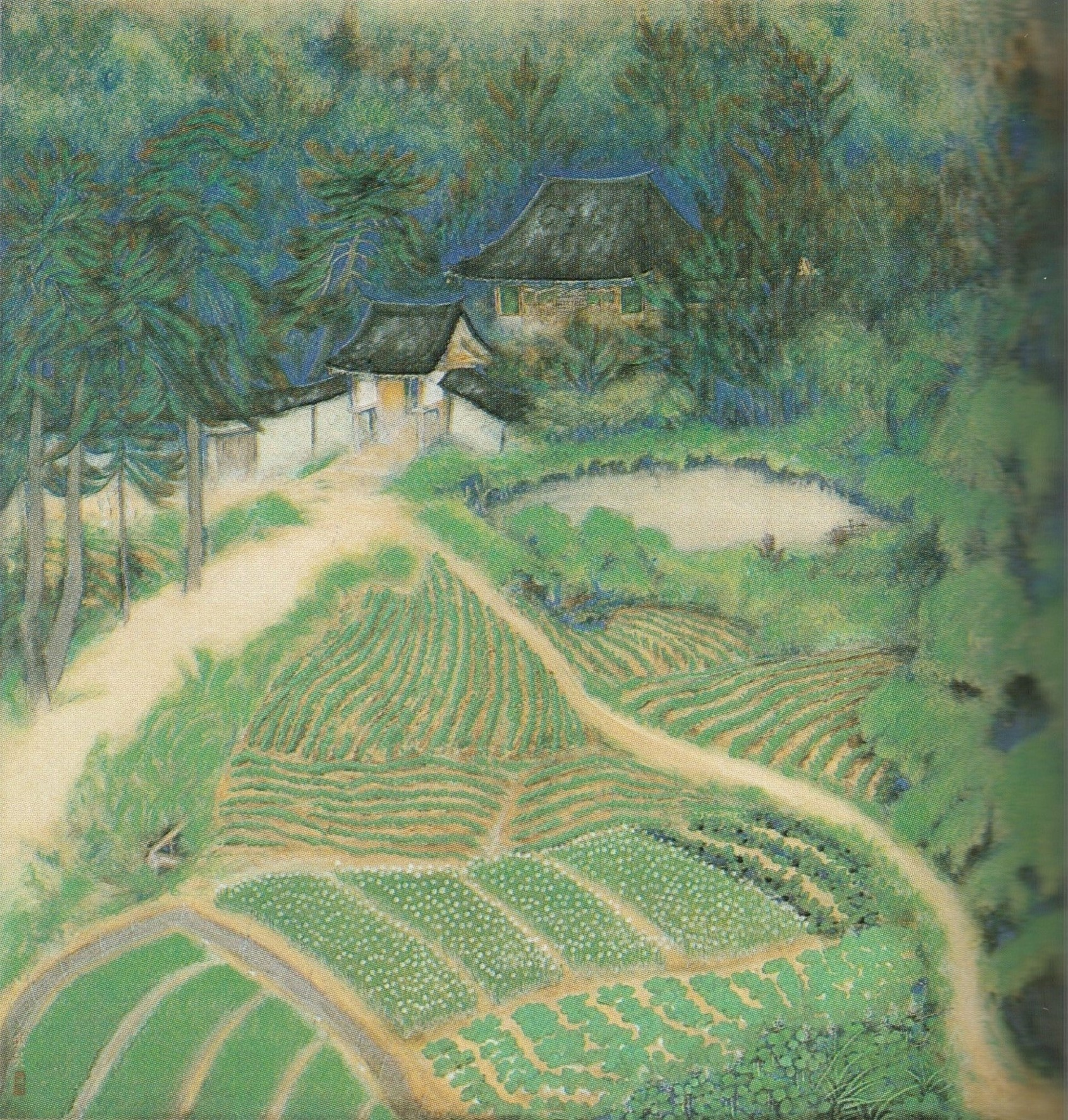
Nara, Futai-ji, 1920
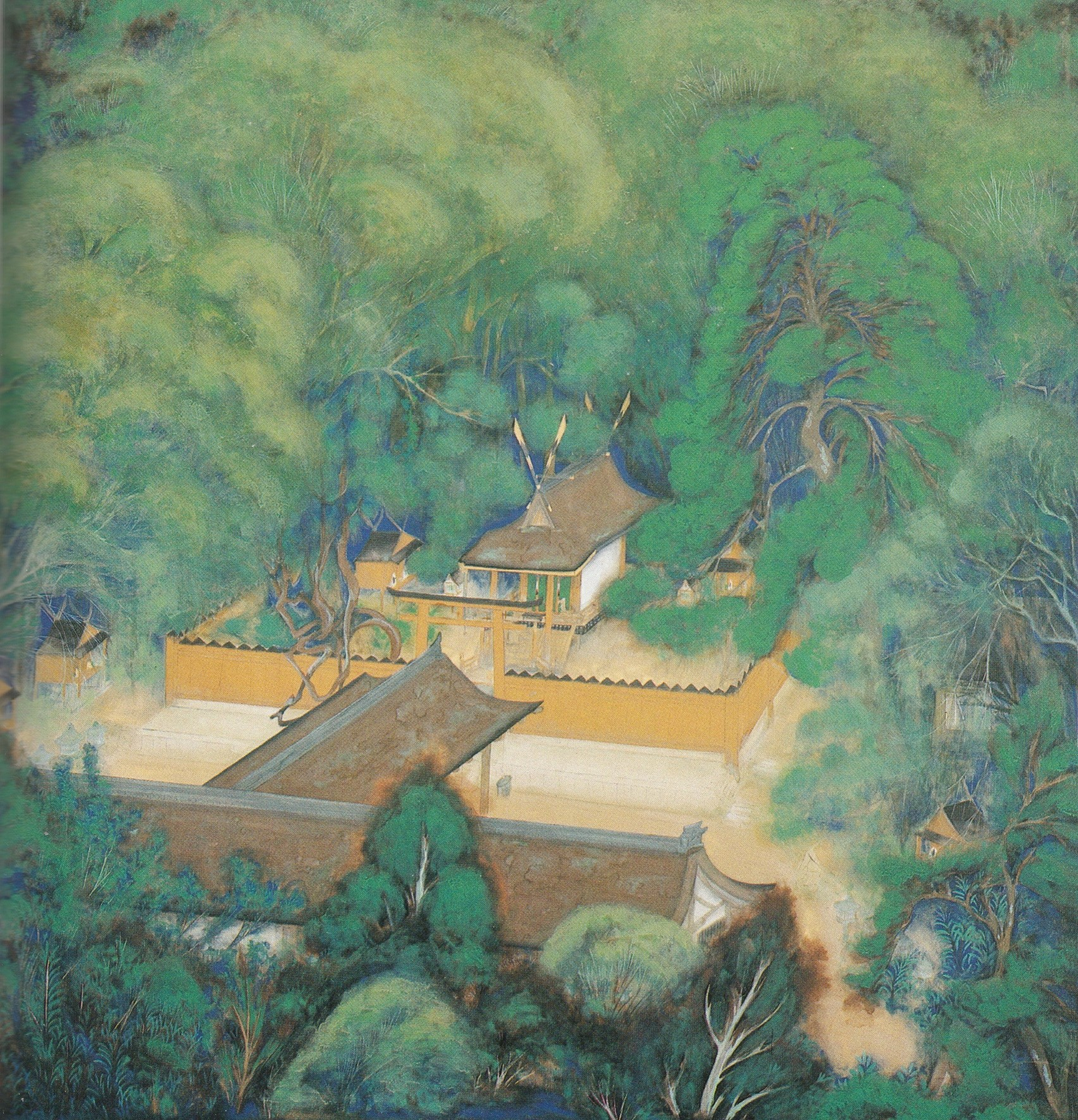
Nara, Kasuga Wakamiya, 1920